# Madonna col Bambino e un coro di cherubini
La Madonna col Bambino e un coro di cherubini è un dipinto a tempera grassa su tavola (88x70 cm) di Andrea Mantegna, databile al 1485 circa e conservato nella Pinacoteca di Brera a Milano.

## Storia
Fino al 1885 la tavola era attribuita a Giovanni Bellini ed era in cattivo stato, a causa di ritocchi mal fatti: alcuni critici ritenevano anche che avesse subito una riduzione sul lato inferiore. Con il  restauro di Luigi Cavenaghi venne riconosciuta la mano di Mantegna, permettendo di risalire a fonti documentarie sull'opera, che è stata indicata come forse la Madonna che il pittore donò all'amico abate Matteo Bosso. Altri l'hanno messa in relazione con la commissione per una Madonna con Bambino da parte del Marchese Francesco II Gonzaga di Mantova, per la duchessa Eleonora d'Aragona, sua suocera. Nonostante i numerosi solleciti, non si sa se effettivamente l'artista abbia portato a conclusione l'opera: da un inventario del 1493, tuttavia, risulta un dipinto di una Madonna con Bambino e serafini.
La pala si trovava a Venezia nella chiesa di Santa Maria Maggiore quando, durante le soppressioni napoleoniche, venne requisita e destinata a Brera, dove arrivò nel 1808.
Nel 2006 i restauratori della Pinacoteca hanno realizzato un intervento di riordino estetico del dipinto, nella cui fase di studio preliminare hanno dimostrato che il dipinto non ha subito riduzioni dimensionali.

## Descrizione e stile
Maria è raffigurata con il Bambino in piedi sul suo grembo, poggiato sulle ginocchia, mentre sullo sfondo di un cielo terso un coro di cherubini (con le ali blu) e serafini (con le ali rosse) intona inni.
Gli sguardi di madre e figlio non si incontrano, come tipico in questo genere di opere, ma la loro familiarità è espressa dai teneri gesti, come l'abbraccio affettuoso di Gesù al collo di Maria o la tenera carezza di quest'ultima alla gamba del bambino. Il tono assorto e malinconico della Vergine esprime la sua consapevolezza della sorte tragica del figlio, prefigurando la Passione.